# Firetrap
FireTrap ou Fire Trap est un jeu vidéo développé par Wood Place, édité par Wood Place au Japon et Data East en Occident, sur borne d'arcade en 1986. Il a ensuite été porté sur les ordinateurs personnels Amstrad CPC, Commodore 64/128 et Spectrum par Electric Dreams Software et Activision.
Le jeu est similaire à Crazy Climber et met en scène un pompier qui doit escalader un gratte-ciel en feu pour sauver les locataires.

## Accueil
Rachael Smith dans Your Sinclair résume l'adaptation ZX Spectrum comme étant un « jeu de tir et d'esquive décevant au goût douteux, avec peu de choses pour vous donner envie de le recharger à nouveau ».